# Alena Vlasáková
Alena Vlasáková (rozená Kokšálová, během 1. manželství Andraszewská, * 29. května 1948 Brno) je česká pianistka a pedagožka.
Studovala klavírní hru u Jaromíra Kříže a na brněnské konzervatoři u Inessy Janíčkové. V roce 1980 vystudovala hru na klavír na Janáčkově akademii múzických umění (JAMU) v Brně pod vedením Otakara Vondrovice.
Kromě koncertní činnosti (řada premiér – Slavický, Řehoř aj.), zejména v duu s Evou Krámskou se již od mládí intenzivně věnovala pedagogice, nejprve na konzervatoři v Pardubicích a od roku 1990 na HAMU v Praze a Hudební fakultě JAMU v Brně.
Zabývá se výzkumem a aplikací progresivních trendů v klavírní pedagogice a metodice (kniha Klavírní pedagogika, články v odborných časopisech), vyučuje klavírní interpretaci, metodiku, vyučovatelskou praxi i pedagogický seminář. Vede Metodické centrum JAMU, v němž se konají kurzy postgraduálního studia učitelů ZUŠ, konzervatoří i vysokých škol. Vyučuje rovněž v obdobném Metodickém centru na AMU. Je také členkou porot mnoha mezinárodních klavírních soutěží a pravidelně přednáší a vyučuje na odborných konferencích a mistrovských kurzech jak ve své vlasti, tak v zahraničí (Kyjev, Lonigo, Praha, Vídeň, Vicenza atd.).
Je držitelkou medaile prvního stupně za pedagogiku, udělenou ministerstvem školství v roce 2000.